# Refugio de vida silvestre Laquipampa
El refugio de vida silvestre Laquipampa (RVSL) es un área protegida del Perú ubicada en el distrito de Incahuasi, provincia de Ferreñafe, departamento de Lambayeque. Fue creada por Decreto Supremo N°045-2006-AG del 07 de julio de 2006 para proteger al bosque seco ecuatorial de algarrobos y diversidad biológica, destacado las aves como la pava aliblanca.
Para llegar desde la ciudad de Chiclayo, se debe recorrer la vía asfaltada hasta el pueblo de Batán Grande (aprox. a hora y media), pasando por Ferreñafe, Pítipo y el Bosque de Pómac y luego por una carretera afirmada (hora y media más) con dirección a Incahuasi. Esta carretera pasa por el poblado de Laquipampa. La mejor zona para observar aves es en los alrededores de la oficina de SERNANP y en la quebrada Shambo.

## Historia
El Refugio de Vida Silvestre de Laquipampa, fue establecido en sus inicios como Zona Reservada de Laquipampa, mediante Resolución Ministerial Nº 00692-82-AG/DGFF, el 5 de octubre de 1982; con un área inicial de 11346.90 has., después de un lapso de 24 años de haberse establecido la ZRL, se le declara como el Primer Refugio de Vida Silvestre en el Perú, mediante Decreto Supremo Nº 045-2006-AG, el 7 de julio del 2006 y con una extensión menor de 8328.64 has., siendo los objetivos de su creación la de conservar una muestra representativa del Bosque Seco, que sirve como hábitat a la pava aliblanca y al oso de anteojos.

## Características del hábitat
El área protegida incluye altitudes que van desde los 400 hasta los 2600 m s.n.m., e incluye hábitats formados por bosques secos ecuatoriales entre 500 y 2000 m s.n.m., con vegetación más húmeda restringida a los numerosos pequeños valles a altitudes mayores.

## Flora
El hábitat principal es la formación vegetal “Bosque seco de colinas”, formada mayormente de palo santo (Bursera graveolens), hualtaco (Loxopterygium huasango) y pasallo (Eriotheca discolor), y el “Bosque seco de altura o montaña” (quebrada Shambo), el cual es mucho más húmedo que el anterior.

## Fauna
El área es conocida ser uno de los últimos refugios de la pava aliblanca y el último donde se conserva en estado silvestre, una especie de ave única y endémica de Perú, que se había considerado extinta hasta 1977 cuando volvió a ser observada en Lambayeque por el conservacionista Gustavo del Solar. Actualmente se tienen registrados alrededor de 22 ejemplares de la especie en el refugio.Se presume que la ave era inicialmente habitante de los manglares pero debido a la acción del hombre escapó y se refugió en las quebradas húmedas de los bosques secos del norte.

### Principales especies a observar

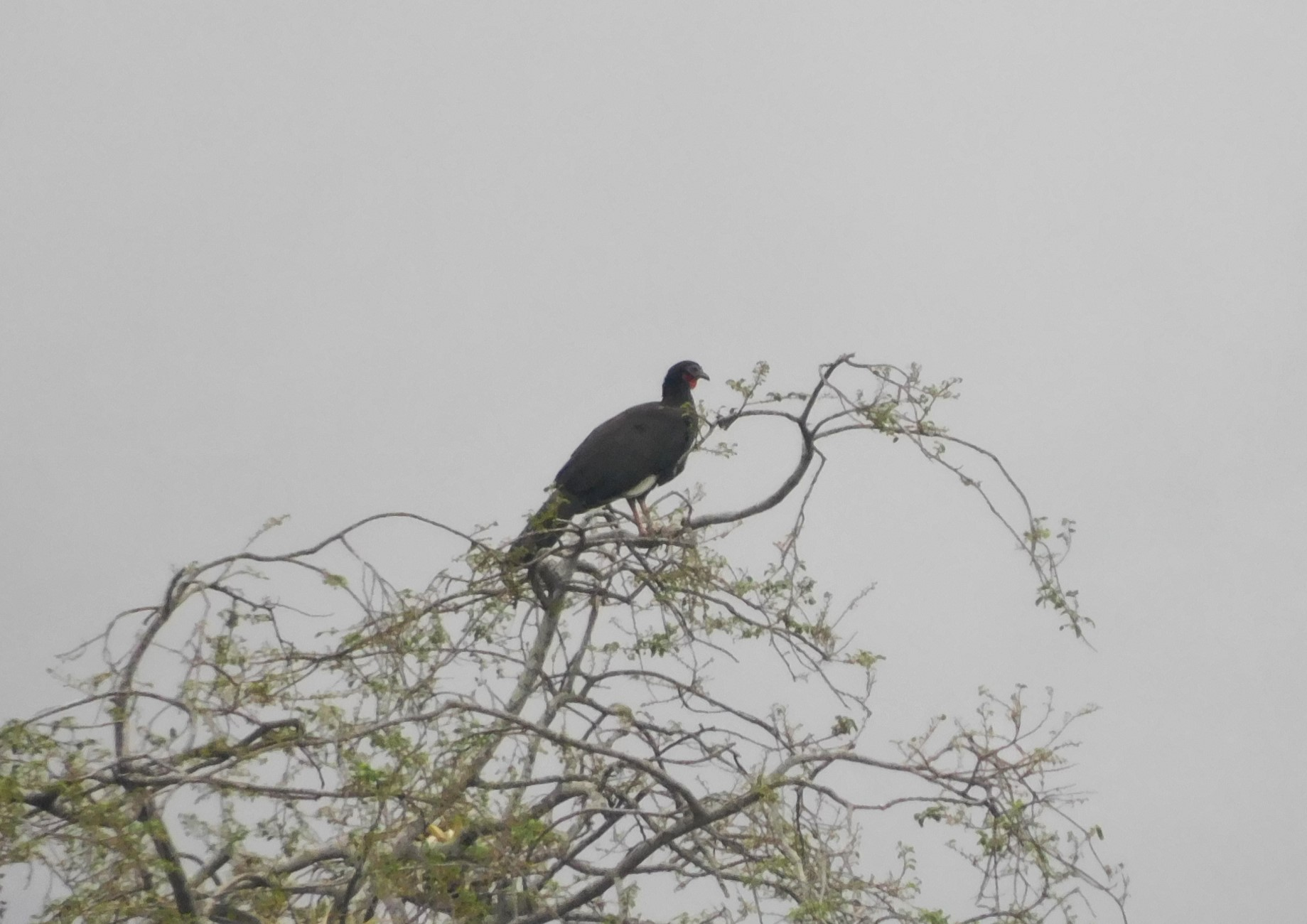
Pava aliblanca reposando luego de alimentarse - RVS Laquipampa, sendero Lajas.

- Matorralero coronibayo (Atlapetes seebohmi)
- Reinita grisidorada (Basileuterus fraseri)
- Reinita tribandeada (Basileuterus trifasciatus)
- Pava Aliblanca (Penelope albipennis)
- Zorzal dorsiplomizo (Turdus reevei)
- Bolsero Filiblanco (Icterus graceannae)
- Pava Barbada (Penelope barbata)
- Pecholuna elegante (Melanopareia elegans)
- Limpia-follaje cuellirrufo (Syndactyla ruficollis)
- Paloma ventriocrácea (Leptotila ochraceiventris)
- Tororoi de Watkins (Grallaria watkinsi)
- Gorrión gorrinegro (Arremon abeillei)

Es posible también observar al oso andino o de anteojos (tremarctos ornatus) en esta área protegida.

## Arqueología
Dentro de la reserva se tienen dos sitios arqueológicos, estos son:
- Huaca El Zapote en el poblado de Puchaca, donde se han encontrado restos humanos, huacos y chaquiras.
- Cueva Pozo en la comunidad campesina de San Antonio de Laquipampa, donde se han encontrado restos humanos, cerámica y otros utensilios.

## Amenazas

### Incendios Forestales
El 16 de noviembre del 2016 se reportó un incendio inicial en la zona de amortiguamiento por la localidad de Pescadera en el distrito de Salas, en las inmediaciones del sector norte del refugio seguido de una serie de incendios en cadena en Incahuasi y Cañaris, que terminó expándiendose y afectando entre 80 a más de 100 hectáreas de Laquipampa y 150 hectáreas del bosque de Pagaibamba, así como la quema de 3000 hectáreas en Cajamarca y el fuego llegó a ingresar al Parque Nacional de Cutervo. Por la naturaleza como se produjo y la distancia geográficas de los fuegos iniciales, INDECI presumió que el origen estaría provocado por actividades humanas relacionadas con tareas agrícolas aunque otros sostienen que se debió a causas naturales. Según el MINAM, el 98% de los incendios forestales del Perú son provocados por el hombre.